# Deen (supermarkt)
Deen was tot 2021 een Nederlandse supermarktketen met voornamelijk filialen in Noord-Holland. Daarnaast zijn er in de loop der jaren winkels geopend in Flevoland, Utrecht, Gelderland en Overijssel; onder andere door de aankoop van diverse voormalige Super de Boer- en Edah-filialen.
Na een 88-jarig bestaan sloot het bedrijf op 21 november 2021 in Heemskerk het laatste filiaal.

## Geschiedenis
Het bedrijf werd opgericht door Cornelis (Cor) Deen (1904-1992) uit Hoorn, die daar in 1933 met zijn vrouw Cornelia Wilhelmina Deen-Verkroost (1912-1985) aan de Koepoortsweg 23 zijn eerste winkel opende. In 1953 werd hier ook de eerste zelfbedieningswinkel van Deen geopend. Later werd deze vestiging in Hoorn-Noord vervangen door de vestiging aan de Vredehofstraat. In 1959 opende Deen zijn tweede zelfbedieningswinkel aan het Grote Noord in Hoorn. In 1967 en 1968 volgden Medemblik en Purmerend en in de jaren '70 meer winkels. Cor Deen werd in 1976 opgevolgd door zijn zonen Koos, Dick en Fons. In 1996 trokken Koos en Dick zich terug. Fons Deen kreeg toen de algemene leiding over de inmiddels 19 supermarkten.
In het voorjaar van 2007 werd in Lelystad het eerste filiaal buiten Noord-Holland geopend. In 2013 opende de supermarktketen tevens het eerste filiaal in Zuid-Holland, dit filiaal in Lisse werd in 2016 verkocht aan concurrent Dirk. Op 18 juni 2014 werd in Harderwijk het eerste filiaal in Gelderland geopend. Uiteindelijk telde Deen 80 winkels.
Het hoofdkantoor van Deen stond op het industrieterrein Hoorn 80. De supermarktketen had ruim 9.000 medewerkers in dienst. Hiermee was het bedrijf een van de grootste werkgevers van West-Friesland. Deen was aangesloten bij inkooporganisatie Superunie.
Medio februari 2021 werd bekendgemaakt dat alle tachtig filialen van Deen verkocht zouden worden aan Albert Heijn, Vomar en DekaMarkt. Zij namen respectievelijk 38, 23 en 19 filialen over. Het distributiecentrum in Hoorn en de bloemencentrale werden overgenomen door Albert Heijn, terwijl DekaMarkt het distributiecentrum in Beverwijk overnam. De directie en familie Deen zagen in de toekomst "forse inspanningen" om toonaangevend te blijven en besloten daarom het bedrijf te verkopen. In september 2021 bleek dat de familie Deen de winkelexploitatie ingeruild had tegen de verkrijging van een aantal lucratieve onroerendgoedcomplexen van Albert Heijn. Na de aankondiging van de verkoop zouden alle Deen filialen omgebouwd worden naar een van de kopers van Deen, waarna de supermarktnaam en de gehele keten permanent zouden verdwijnen. Op 9 juli 2021 werd bekend dat de Autoriteit Consument en Markt de overname had goedgekeurd. 14 oktober 2021 was de sluitingsdag van de vestiging aan het Grote Noord in het centrum van Hoorn. Op 15 oktober sloot het laatste filiaal van de 8 vestigingen in de gemeente Hoorn, die aan het Aagje Dekenplein. In de voorgaande weken waren de overige vestigingen in de gemeente Hoorn gesloten. De eerste vestiging die tot Albert Heijn omgebouwd werd, was overigens die in Avenhorn, volgens Albert Heijn het hart van de thuisregio West-Friesland van Deen. De vestiging in Tuitjenhorn - die eerst naar de AH zou gaan, maar wat op last van de ACM Vomar zou worden - is als op een na laatste gesloten vanaf 20 november. De laatste Deen, de vestiging in Heemskerk, is vanaf 22 november 2021 gesloten.